# Benetton B200
Benetton B200 je Benettonov dirkalnik Formule 1, ki je bil v uporabi v sezoni 2000, ko sta z njim dirkala Giancarlo Fisichella in Alexander Wurz. Bil je majhen korak naprej od lanskoletnega modela Benetton B199, kar je Fisichella izkoristil z drugim mestom na Veliki nagradi Brazilije in tretjima mestoma na Velikih nagradah Monaka in Kanade. Kljub le še trem petim mestom je to prineslo moštvu četrto mesto v konstruktorskem prvenstvu z dvajsetimi točkami.

## Popolni rezultati Formule 1
(legenda) (odebeljene dirke pomenijo najboljši štartni položaj, poševne pa najhitrejši krog)
| Leto | Moštvo   | Motor        | Gume | Dirkači              | 1   | 2   | 3   | 4  | 5   | 6  | 7   | 8   | 9   | 10  | 11  | 12  | 13  | 14  | 15  | 16  | 17  | Toč | Prv |
| ---- | -------- | ------------ | ---- | -------------------- | --- | --- | --- | -- | --- | -- | --- | --- | --- | --- | --- | --- | --- | --- | --- | --- | --- | --- | --- |
| 2000 | Benetton | Playlife V10 | B    |                      | AVS | BRA | SMR | VB | ŠPA | EU | MON | KAN | FRA | AVT | NEM | MAD | BEL | ITA | ZDA | JAP | MAL | 20  | 4.  |
| 2000 | Benetton | Playlife V10 | B    | Giancarlo Fisichella | 5   | 2   | 11  | 7  | 9   | 5  | 3   | 3   | 9   | Ret | Ret | Ret | Ret | 11  | Ret | 14  | 9   | 20  | 4.  |
| 2000 | Benetton | Playlife V10 | B    | Alexander Wurz       | 7   | Ret | 9   | 9  | 10  | 12 | Ret | 9   | Ret | 10  | Ret | 11  | 13  | 5   | 10  | Ret | 7   | 20  | 4.  |